# Navpično vzletanje in pristajanje
Navpično vzletanje in pristajanje (VTOL) (ang. Vertical Take-Off and Landing) je oznaka za zrakoplove, ki lahko vzletajo in pristajajo vertikalno. Obsega letala s fiksnimi krili, helikopterje in druga plovila z gnanimi rotorji kot cikložiro, nagibni rotor (tiltrotor) in nagibno krilo (tiltwing).Nekateri VTOL zrakoplovi, lahko obratujejo kot CTOL, STOL in STOVL letala. Nekatera plovila kot npr. helikopterji s sankami (brez koles) lahko delujejo samo kot VTOL. 
Poleg helikopterjev so dve kategoriji VTOL letal v vojaški uporabi: nagibni rotor (tiltrotor) in usmerjanje potiska kot npr. Harrier. VTOL letala se uporablja kjer se le da v V/STOL načinu (s kratko vzletno stezo namesto vertikalnega vzleta), ker ta način zelo poveča vzletno maso, dolet in tovor, v primerjavi s VTOL.

### Helikopterji
Helikopterji lahko vzletijo, pristanejo, lebdijo, letijo naprej, nazaj in bočno. To jim omogoča delovanje v prostorih, kjer običajna letala ne bi mogla delovati. Helikopterji imajo relativno dolge, aerodinamične rotorje, ki imajo velik izkoristek in lahko več časa lebdijo, kar je prednost pred drugimi VTOL zrakoplovi. Slabost pa je, da je največja hitrost omejena na nekje 400 km/h, zaradi aerodinamičnih omejitev.